# West-Yugurisch
Die west-yugurische Sprache, auch Yohur genannt (Eigenbezeichnung: Yogïr lar = „yugurische Sprache“, chinesisch 西部裕固语 Xībù Yùgùyǔ) ist eine Turksprache, beheimatet im Autonomen Kreis Sunan der Yugur (肃南裕固族自治县 Sùnán Yùgùzú zìzhìxiàn) in der nordwestlichen Provinz Gansu in der Volksrepublik China. Als Alternativbezeichnungen sind auch Sarygh Uyghur, Sarı Uyğur, Sarı Yoğur, Yáohū’ěr, Yùkù und Yùgù bekannt. Durch die türkische Turkologie sind auch die Begriffe Sarığ Yoğur tili (gelbuigurische Sprache), Sarığ Yoğur und Sarı Uygurca (Gelbuigurisch) und Sarı Uygur Türkçesi (gelbuigurisches Türkisch) überliefert.

## Sprecherzahlen und Verbreitungsgebiet
Bei der Volkszählung des Jahres 1990 gaben 6150, mithin 50 %, der Yugur West-Yugurisch als Muttersprache an. Inzwischen dürfte ihr Anteil auf etwa ein Drittel geschrumpft sein. Ein weiteres Drittel der Yugur spricht Engger, eine mongolische Sprache.
Die west-yugurische Sprache zeigt Verwandtschaft mit den sibirischen Turksprachen. Wie diese hat die west-yugurische Sprache verschiedene altertümliche Eigenschaften bewahrt. Sie ist aber sekundär von der karlukischen oder Südost-Gruppe der Turksprachen beeinflusst worden. Teilweise wird das West-Yugurische sogar der Südost-Gruppe zugeordnet.
Eine frühe Form des West-Yugurischen oder nahe verwandt ist das Altuigurische, das ebenfalls zum sibirischen Zweig gehört und kein direkter Vorläufer des sogenannten modernen Uigurischen ist, das zum Südost-Zweig zählt.

## Alphabete
West-Yugurisch hat keine eigene Schrift.